# كريم ناروئي كينغي (بمبور الغربي)
کریم ناروئي کینغي (بالفارسية: کریم ناروئی کینگی) هي قرية تقع في إيران في قسم بمبور الغربي الريفي. يقدر عدد سكانها بـ 49 نسمة بحسب إحصاء 2016.